# 四角帳塔
在幾何學中，四角帳塔又稱四邊平頂塔是指底面為四邊形的帳塔，另外一個底面為八邊形。

## 正四角帳塔
考慮一個底面為正方形的正四角帳塔，當另一個底面為正八邊形且每個側面皆為正多邊形時則為92種詹森多面體（J4）之一，又稱正四邊平頂塔，可由半正多面體中的小斜方截半立方體切去中間的正八角柱而得來。這92種詹森多面體最早在1966年由諾曼·詹森命名並給予描述。